# Yūshin Ōtake
Yūshin Ōtake (japanisch 大竹 優心 Ōtake Yūshin; * 17. Juli 2005 in Niigata, Präfektur Niigata) ist ein japanischer Fußballspieler.

## Karriere
Yūshin Ōtake erlernte das Fußballspielen in der Jugend von Albirex Niigata. Hier unterschrieb er am 1. Februar 2024 seinen ersten Vertrag. Der Verein aus Niigata spielt in der ersten japanischen Liga, der J1 League. Nachdem er seinen Vertrag unterschrieben hatte, wechselte er direkt auf Leihbasis zum Drittligisten YSCC Yokohama. Für den Verein aus Yokohama bestritt er 15 Drittligaspiele. Am Ende der Saison belegte er mit dem YSCC den 19. Tabellenplatz und musste somit in die vierte Liga absteigen. Nach der Ausleihe kehrte er im Januar 2025 nach Niigata zurück.